# Aleksej Vojevodin
Aleksej Nikolajevitsj Vojevodin (Russisch: Алексей Николаевич Воеводин) (Marat bij Penza, 9 augustus 1970) is een Russische snelwandelaar, die internationaal successen heeft geboekt op het onderdeel 50 km snelwandelen.
Zijn eerste grote internationale resultaat was een zilveren medaille bij de EK van 2002 in München. Twee jaar later bij de Olympische Spelen van 2004 in Athene won Vojevodin de bronzen medaille. Bij de WK van 2005 in Helsinki won hij een zilveren medaille. Bij de WK van 2007 in Osaka finishte Vojevodin niet.
Op 5 augustus 2008 werd bekend dat Vojevodin positief werd getest op epo bij een out-of-competition-controle op 20 april. In september van dat jaar werd Vojevodin door de Russische atletiekfederatie voor twee jaar geschorst vanwege dit dopingvergrijp. Deze schorsing werd op 5 november 2008 door de IAAF bekrachtigd.

## Titels
- Russisch kampioen 50 km snelwandelen - 2001, 2002, 2005

## Persoonlijke records
| Onderdeel          | Prestatie | Datum            | Plaats      |
| ------------------ | --------- | ---------------- | ----------- |
| 20 km snelwandelen | 1:19.31   | 30 augustus 1998 | Tsjeboksary |
| 30 km snelwandelen | 2:05.18   | 8 februari 2004  | Adler       |
| 35 km snelwandelen | 2:26.25   | 8 februari 2004  | Adler       |
| 50 km snelwandelen | 3:38.01   | 27 augustus 2003 | Parijs      |

## Palmares

### 50 km snelwandelen
- 1995: 15e WK - 3:59.23
- 1997: 10e WK - 3:54.28
- 1999: 30e Wereldbeker - 3:53.11
- 2002:  EK - 3:40.16
- 2002:  Wereldbeker - 3:40.59
- 2003:  Europacup - 3:48.43
- 2003: 4e WK - 3:38.01
- 2004:  Wereldbeker - 3:42.44
- 2004:  OS - 3:43.34
- 2005:  WK - 3:41.25
- 2007: 4e Europacup - 3:41.52